# Cucaburra alablau
El  cucaburra alablau o cucaburra d'ales blaves
(Dacelo leachii) és una espècie d'ocell de la família dels alcedínids (Alcedinidae) que habita boscos, pantans i corrents fluvials, al sud de Nova Guinea i nord d'Austràlia.